# Куракин, Игорь Анатольевич
Игорь Анатольевич Куракин (9 апреля 1963, Москва — 8 августа 2000, Йошкар-Ола) — советский и российский футболист, полузащитник.
Воспитанник футбольной школы «Динамо» Москва, первый тренер М. Ф. Семёнов. С 1980 — в составе ЦСКА, в 1982—1984 годах провёл 33 игры в чемпионате[каком?], забил три гола. Первый гол забил в своей четвёртой игре 11 сентября 1982 в ворота «Зенита» (1:2), 5 августа 1984 забил два гола с пенальти «Арарату» (2:2). В 1986 году сыграл шесть матчей в чемпионате за московское «Торпедо». По ходу сезона перешёл в саратовский «Сокол», за который во второй советской и первой российской лигах выступал до 1997 года. За это время сыграл 331 игру, забил 49 мячей. В 1992—1993 годах также выступал за клуб третьего по силе дивизиона Финляндии «КайХа». В дальнейшем играл за клубы второго дивизиона России «Салют» Саратов (1998—1999), «Балаково» (1999), «Искра» Энгельс (2000).
3 августа 2000 года возвращавшийся с игры в тёмное время суток автобус с командой «Искра» сломался. В вышедших из автобуса футболистов на большой скорости врезалась машина под управлением нетрезвого сержанта РОВД. Водитель «Искры» скончался на месте, 25-летний полузащитник Дмитрий Тертышный умер по дороге в больницу, Куракин скончался через несколько дней в реанимации Йошкар-Олы. Похоронен в Москве на Хованском кладбище.